# Pedro Júnior
Pedro Júnior (født 29. januar 1987) er en brasiliansk fodboldspiller.